# العلاقات بين ألمانيا الشرقية وفلسطين
العلاقات بين ألمانيا الشرقية وفلسطين هي العلاقات الخارجية التي كانت موجودة بين ألمانيا الشرقية ودولة فلسطين. لم تُقِم ألمانيا الشرقية أبدًا علاقات دبلوماسية مع إسرائيل وعارضت دفع تعويضات المحرقة من ألمانيا الغربية إلى إسرائيل.

## التاريخ
عارضت ألمانيا الشرقية دولة إسرائيل ودعمت الدول العربية في صراعها مع إسرائيل. وأدانت الصهيونية وعارضتها. ومن ناحية أخرى، كانت ألمانيا الغربية مؤيدة لإسرائيل، وقدمت لها الدعم المالي والعسكري.
أصبح موقف قيادة جمهورية ألمانيا الديمقراطية تجاه الصراع في الشرق الأوسط والقضية الفلسطينية مؤيدًا للعرب ومعاديًا لإسرائيل بشكل متزايد منذ نهاية الخمسينات. أصبح هذا التحول واضحًا بشكل خاص خلال حرب السويس وحرب الأيام الستة وحرب يوم الغفران وحرب لبنان. بعد حرب الأيام الستة، قطعت جميع دول الكتلة الشرقية، باستثناء رومانيا، علاقاتها الدبلوماسية مع إسرائيل. وقد أثر هذا الموقف بقوة على نهج حكومة ألمانيا الشرقية تجاه إسرائيل. أدانت جمهورية ألمانيا الديمقراطية "العدوان الإمبريالي لإسرائيل" واتهمت "الولايات المتحدة وألمانيا الغربية بالتواطؤ مع المعتدي". وشددت القرارات الصادرة عن اجتماعات الحوار الاستراتيجي والبيانات التي وقعها مسؤولون من ألمانيا الشرقية على "تضامن جمهورية ألمانيا الديمقراطية الراسخ مع الدول العربية في النضال ضد الإمبريالية، وخاصة في صد العدوان الإسرائيلي والتغلب على عواقبه". في عام 1968، صرح سيمون فيزنثال أن الخدمة الإخبارية في ألمانيا الشرقية كانت أكثر معاداة لإسرائيل بكثير من الخدمة الموجودة في الدول الشيوعية الأخرى. في 14 يوليو 1967، ظهر رسم كاريكاتوري في صحيفة برلينر تسايتونج، يصور موشيه ديان وهو يطير ويداه ممدودتان نحو غزة والقدس. وبجانبه وقف أدولف هتلر في حالة متقدمة من التحلل. وشجع ديان بقوله: "استمر يا زميل ديان!" في مارس 1968، تحدثت جمهورية ألمانيا الديمقراطية لصالح "استعادة الحقوق المشروعة للشعب العربي الفلسطيني"، داعية إلى مثل هذه المواقف قبل وقت طويل من حلفائها الأيديولوجيين من موسكو.
كان تصور حزب الوحدة الاشتراكي الألماني للصهيونية ملخصًا في وثيقة داخلية صادرة عن أمانة الدولة للشؤون الكنسية في عام 1972 بوصفها "أيديولوجية رجعية قومية للبرجوازية اليهودية الكبرى"..
كان التعاون الوثيق بين ألمانيا الشرقية ومنظمة التحرير الفلسطينية أحد الأسباب وراء اعتراض إسرائيل على انضمام جمهورية ألمانيا الديمقراطية إلى عضوية الأمم المتحدة في عام 1973. صرح سفير إسرائيل لدى الأمم المتحدة يوسف تيكواه أمام الجمعية العامة في 18 سبتمبر 1973 أن "إسرائيل تلاحظ بأسف واشمئزاز أن الدولة الألمانية الأخرى (الجمهورية الديمقراطية الألمانية) تجاهلت وما زالت تتجاهل مسؤولية ألمانيا التاريخية عن المحرقة". وقد ضاعفت الالتزامات الأخلاقية الناجمة عنه من خطورة هذا الموقف من خلال تقديم الدعم والمساعدة العملية لحملة العنف والقتل التي تشنها المنظمات الإرهابية العربية ضد إسرائيل والشعب اليهودي".
في حرب يوم الغفران، زودت ألمانيا الشرقية سوريا بـ 75 ألف قنبلة يدوية و30 ألف لغم و62 دبابة و12 طائرة مقاتلة.
وفي عام 1975، صوتت ألمانيا الشرقية لصالح قرار الأمم المتحدة الذي يدين الصهيونية باعتبارها شكلاً من أشكال العنصرية والتمييز العنصري. روّجت وسائل الإعلام في ألمانيا الشرقية لهذا الموقف إذ أكدت نقابة المعلمين أن هناك أرضية أيديولوجية مشتركة بين الصهيونية والفاشية، واعتبرت ذلك نوعًا من العنصرية. كما نُشرت مقالات تدين "الصهيونية العدوانية والشوفينية".
وفي 22 يونيو 1990، تبنى أول مجلس نواب المنتخب بيانًا يعتذر فيه "عن السياسة المناهضة لإسرائيل والمعادية للصهيونية التي تمارس في هذا البلد منذ عقود".
انتهى موقف ألمانيا الشرقية في عام 1990 مع إعادة توحيد ألمانيا. وكانت لدولة ألمانيا نتيجة لذلك سياسة خارجية مؤيدة لإسرائيل ومعادية للفلسطينيين. طلبت ألمانيا من المدارس في نويكولن توزيع منشورات تصف نكبة 1948 بالخرافة أو الأسطورة. وبحلول عام 2022، كانت ألمانيا قد دفعت تعويضات قدرها 82 مليار يورو لإسرائيل.